# Ekurhuleni
Ekurhuleni – obszar metropolitalny w Republice Południowej Afryki, w prowincji Gauteng. Siedzibą administracyjną obszaru metropolitalnego jest Germiston. Mieszkańcy posługują się głównie językiem zulu. Nazwa Ekurhuleni oznacza miejsce pokoju w języku xitsonga.

## Miasta
- Elsburg